# Cerro Toro
Cerro Toro är ett berg i Chile.   Det ligger i provinsen Provincia de Última Esperanza och regionen Región de Magallanes y de la Antártica Chilena, i den södra delen av landet, 2 100 km söder om huvudstaden Santiago de Chile. Toppen på Cerro Toro är 589 meter över havet, eller 269 meter över den omgivande terrängen. Bredden vid basen är 4,1 km.
Terrängen runt Cerro Toro är kuperad. Havet är nära Cerro Toro åt nordost. Trakten är glest befolkad. Det finns inga samhällen i närheten. 